# 平泉
平泉（ひらいずみ）は、日本の東北地方、岩手県南西部（古代の陸奥国磐井郡）にある古くからの地名であり、現在の岩手県西磐井郡平泉町の中心部にあたる。
この地域一帯には平安時代末期、奥州藤原氏が栄えた時代の寺院や遺跡群が多く残り、そのうち5件が「平泉―仏国土（浄土）を表す建築・庭園及び考古学的遺跡群―」の名で、2011年6月26日（現地時間：6月25日）にユネスコの世界遺産リストに登録された。日本の世界遺産の中では12番目に登録された文化遺産であり、東北地方では初の世界文化遺産となった。
奥州の入り口は白河関（福島県。北緯37度）、北限は津軽半島の外ヶ浜（青森県。北緯41度）であるが、この2地点のちょうど中間に位置するのが平泉（北緯39度）である。北から旅しても南から旅しても平泉あたりで行程上の中日となり、奥州全体に仏国土の加護を行き渡らせるに相応しい立地でもあった。

## 歴史的背景

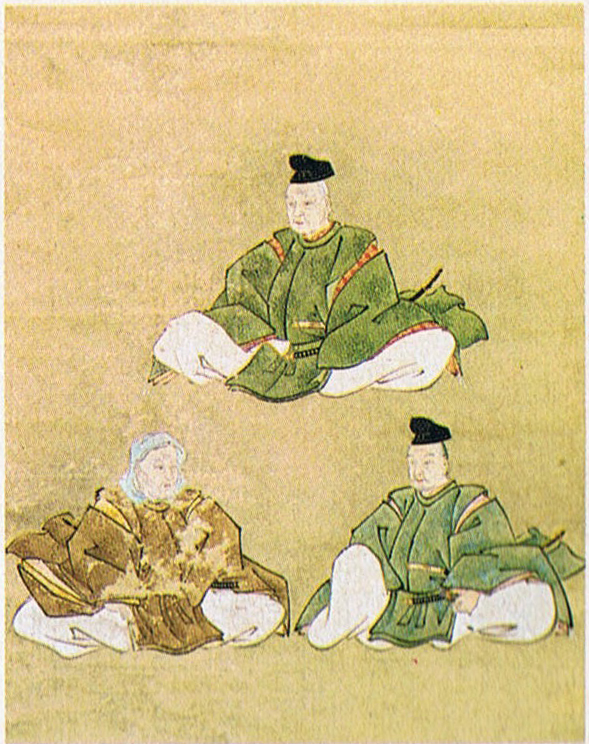
奥州藤原氏三代像(毛越寺所蔵)

世界遺産と関わりのある範囲で歴史的背景を概説する。
平泉は北を衣川、東を北上川、南を磐井川に囲まれた地域である。この地を11世紀末から12世紀にかけて約90年間拠点としたのが、藤原清衡に始まる奥州藤原氏である。「平泉」という地名を史料的に確認できる最古の例は『吾妻鏡』の文治5年（1189年）の項目で、時期的に重なっている。その語源は、泉が豊富だったという地形的要因に基づく説がある一方で、仏教的な平和希求の理念に基づくという説もある。
清衡は康和年間に平泉に本拠地を移し、政庁となる「平泉館」（ひらいずみのたち、現 柳之御所遺跡）を建造した。さらに中尊寺を構成する大伽藍群を建立していったが、この時点の平泉にはその2つの建造物群しかなく、都市機能は衣川を挟んだ対岸の地区にあった。
中尊寺金色堂建立の頃を境に建造物は南へと伸長していくようになり、奥州藤原氏2代目当主の基衡の時代には、平泉館での新しい中心地となる大型建物の新築、毛越寺の建立やそれに合わせた東西大路の整備などが行われ、都市機能が着実に整備されていった。3代目の秀衡の時代には、平泉館の大改築、無量光院の建立やそれにともなう周囲での新市街の形成など、平泉全体の都市景観が大きく様変わりした。初代から3代のそうした変化を、順に「山平泉」「里平泉」「都市平泉」と位置付ける者もいる。
奥州藤原氏は4代目の泰衡の時に源頼朝によって滅ぼされ、平泉に込められた独自の仏教理念が引き継がれることはなかったが、平泉の建造物群については保護された。それに関連し、頼朝は平泉陥落直後（1189年）に中尊寺や毛越寺の僧侶に対し、報告書の作成と提出を命じた。それが『吾妻鏡』文治5年9月17日条に収録された「寺塔已下注文」（じとういかちゅうもん）で、当時の平泉を窺い知る上での一級史料と評価されている。
後の時代の火災などによって失われた建造物群も少なくないが、昭和から平成にかけての発掘調査などによって、寺院跡などが発見・復元されるようになっている。

### 浄土思想
浄土思想は、阿弥陀如来を信仰し、西方極楽浄土に往生することを目指す思想である。日本では特に平安末期の末法思想の流行や、それを裏付けるかのように相次いだ戦乱と相俟って、人々の間に浸透していった。ことに平安末期の有力者たちへの浸透は、多数の来迎図の作成や阿弥陀堂の建立、浄土式庭園の作庭などに結びついた。浄土式庭園は、建造物群、池、橋などが織りなす景観を浄土と関連付け、その存在を視覚的・体感的に認識させようとする営為である。
奥州藤原氏の初代清衡も仏教に深く傾倒し、相次ぐ戦乱の犠牲者たちが敵味方の区分なく浄土に往生できるように、中尊寺を建立した。その中で彼が最初に建立したのは多宝堂（最初院）だが、そこで採用した様式は、京都などで一般的だった大日如来に見立てる密教系の様式ではなく、東アジアで主流となっていた様式、すなわち法華経に題材を採った「釈迦多宝二仏並座」の様式であった。この点は平泉の仏教が備えていた自立性と国際性を示すものとされる。また、「釈迦多宝二仏並座」の多宝堂は宇宙の中心を象徴するものであり、彼が幹線道路である「奥大道」沿いに笠卒塔婆や伽藍を整備しようとしたという伝承とともに、清衡が東北日本にある種の「仏教王国」を築こうとした意図の表れとも指摘されている。
この時点での浄土思想は、平泉における仏教思想の中枢を占めてはいなかったが、3代秀衡の無量光院建立に至って、浄土教が中心的地位を占めるようになった。その過程で浄土思想と深く結びつく建造物や庭園群が建立されるとともに、平泉は仏教色の強い大都市として整備されていった。世界遺産の主要部分はそれらの寺院（跡）の数々によって構成されており、かつて平泉に展開された仏教的な平等主義と平和主義の理想を今に伝えている。

## 世界遺産登録の経緯

### 平泉の文化遺産
平泉は「石見銀山遺跡とその文化的景観」や「紀伊山地の霊場と参詣道」とともに、2001年に世界遺産の暫定リストに掲載された。当初の登録名は「平泉の文化遺産」で、京都に影響されつつも、それと比肩しうる独自性を持つ優れた地方文化を発展させていったことや、かつての重要な政治拠点でありながら、奥州藤原氏の滅亡とともにその重要性を失い、開発にさらされることなく当時の姿を保存している点が評価された。

### 平泉 - 浄土思想を基調とする文化的景観
2006年7月の文化審議会で世界遺産に推薦されることが決定し、登録名が「平泉 - 浄土思想に関連する文化的景観」と変更された。この名称は同年9月の文化庁による再検討の結果、「平泉 - 浄土思想を基調とする文化的景観」と微調整され、2006年12月26日に最初の推薦書がパリの世界遺産センターに提出された。このときの構成資産は中尊寺、毛越寺、無量光院跡、金鶏山、柳之御所遺跡、達谷窟（以上平泉町）、白鳥舘遺跡、長者ヶ原廃寺跡（以上奥州市）、骨寺村荘園遺跡と農村景観（一関市）の9件であり、登録名にもあるように、周辺の自然環境と寺院群によって浄土が再現された文化的景観としての申請であった。
日本政府は以下の世界遺産登録基準に基づいて推薦した。
- (3) 現存するまたは消滅した文化的伝統または文明の、唯一のまたは少なくとも稀な証拠。
- (4) 人類の歴史上重要な時代を例証する建築様式、建築物群、技術の集積または景観の優れた例。
- (5) ある文化（または複数の文化）を代表する伝統的集落、あるいは陸上ないし海上利用の際立った例。もしくは特に不可逆的な変化の中で存続が危ぶまれている人と環境の関わりあいの際立った例。
- (6) 顕著で普遍的な意義を有する出来事、現存する伝統、思想、信仰または芸術的、文学的作品と直接にまたは明白に関連するもの（この基準は他の基準と組み合わせて用いるのが望ましいと世界遺産委員会は考えている）。

具体的には、基準 (3) は浄土思想に基づく独自の文化的伝統の優れた例証である点に、基準 (4) は浄土思想を体現した仏教建造物群や庭園群に、基準 (5) は骨寺荘園遺跡周辺の農村景観が当時の絵図そのままに残されている稀有な例であることに、基準 (6) は平泉の文化遺産が当時の浄土思想を伝えるものである点に、それぞれ適用できるとしていた。
2007年8月27日から29日には、ICOMOS の専門家で、スリランカ人の美術史家・考古学者であるジャガス・ウイーラシンハが現地を視察した。ICOMOS はその視察結果も踏まえて2008年5月に「登録延期」を勧告した。その勧告においては、保全状況などに問題がないとされた一方で、日本側が主張した4つの基準の適用については、全て証明が不十分であるとされ、中国や韓国との比較研究も不十分とされた。同時に、むしろ寺院などの建築様式の独自性とその影響関係を強調し、構成資産を整理したうえで、基準 (2) を適用すべきではないかとの意見も付された。

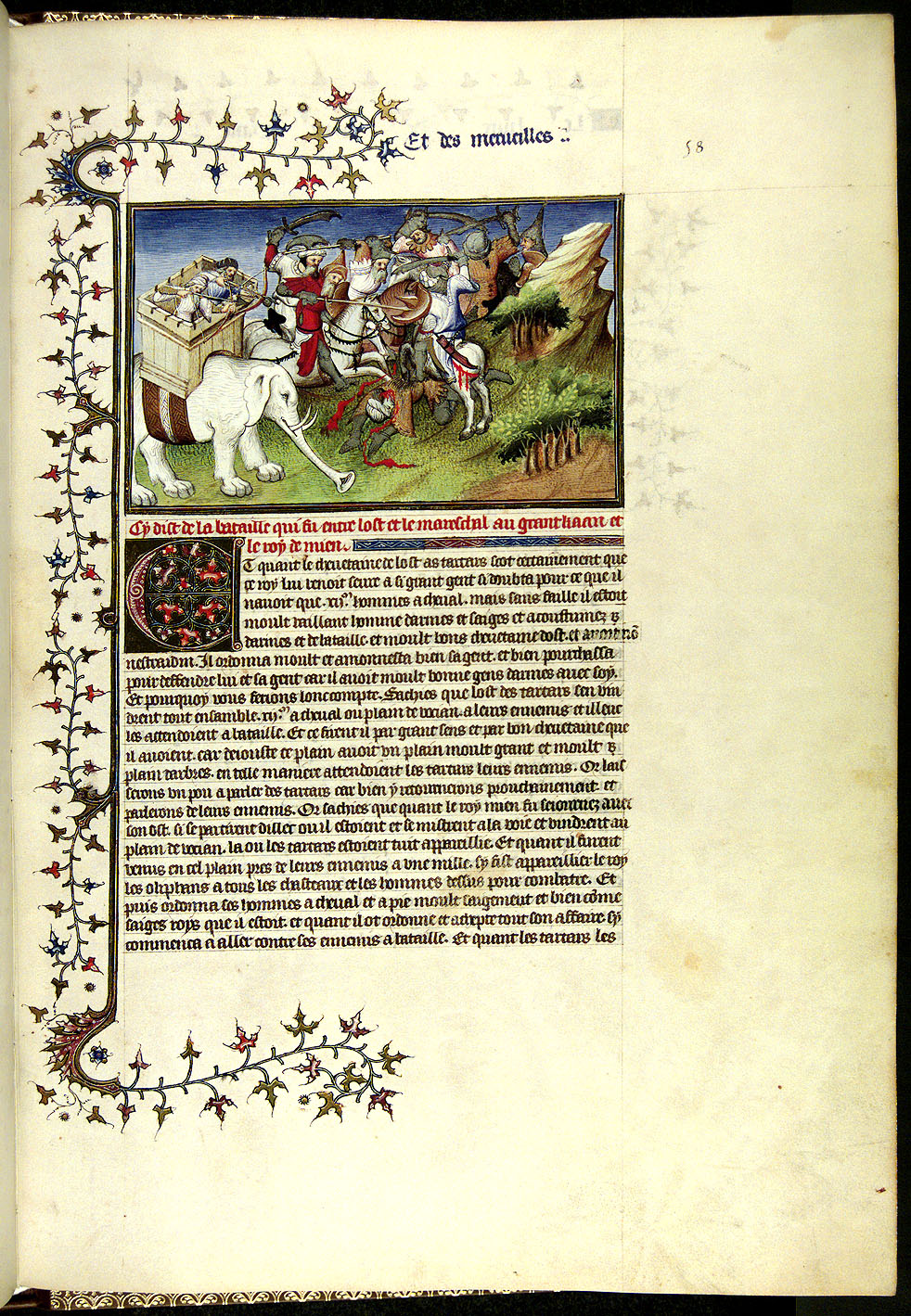
マルコ・ポーロ『東方見聞録』。2008年の補足説明で引き合いに出された。

2008年7月の第32回世界遺産委員会では、日本は前年に「登録延期」勧告を覆して「石見銀山遺跡とその文化的景観」の登録を果たした時と同じように、積極的な働きかけを行なった。そのときに示した補足説明では、平泉の豊かな黄金が「黄金の国ジパング」伝説のきっかけになったとされることや、戦没者の魂を敵味方で区別をせずに浄土に導こうとした中尊寺、およびその延長線上にある平泉の造営意図が、ユネスコ憲章の精神にも通じることなどを示し、逆転での登録を目指した。しかし、 ICOMOS の勧告を覆すには至らず、「登録延期」と決議された。
逆転を果たせなかった理由としては、すでに挙げた ICOMOS の勧告内容のほか、「シリアル・ノミネーション」（連続性のある資産）として9物件を申請したものの、それらが個別に点在し、統一性のある文化的景観として説得的に提示しきれなかったことや、巻き返しを狙った日本政府の強い働きかけが2年連続となって反発を招いた側面もあったことなど、いくつか挙げられている。
日本政府が推薦して登録が認められなかった物件は平泉が初めてであり、暫定リスト記載物件を抱える、あるいは暫定リスト入りを目指していた日本の他の自治体にも衝撃を与え、関係者からは「平泉ショック」などと呼ばれたりもした。2006年と2007年に文化庁が全国の自治体に呼びかけた世界遺産候補の公募を、2008年以降に打ち切ったことと、この「平泉ショック」を結びつける見解もある。

### 平泉―仏国土（浄土）を表す建築・庭園及び考古学的遺跡群―

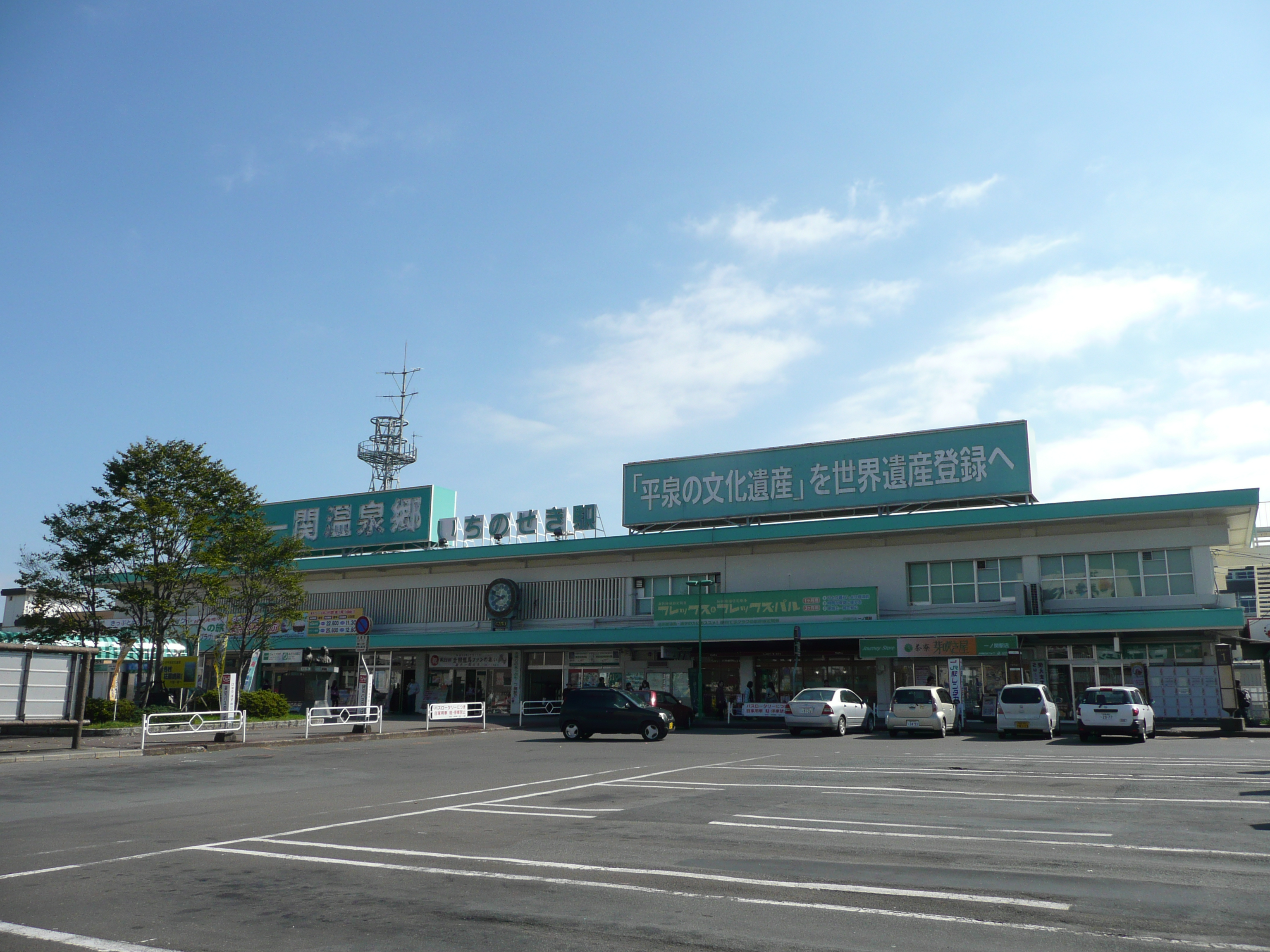
一ノ関駅駅舎（2010年10月撮影）。「『平泉の文化遺産』を世界遺産登録へ」という看板は、「を」と「へ」の部分が「祝」になる予定だった。

登録延期が決まった直後、文化庁などの関係者は、2011年の再審議を目指し、他の文化遺産の推薦をそれに優先させることはないと発表した。
推薦資産を浄土思想の建造物群だけに限定することについて、専門家の中には平泉を過小評価するものという意見も見られたが、「登録延期」決議を踏まえて再検討をした結果、日本政府や岩手県は ICOMOS の勧告に従い、基準 (2) に基づく推薦に切り替えることを2009年に決めた。そのため、登録名を「平泉―仏国土（浄土）を表す建築・庭園及び考古学的遺跡群―」と変更し、ICOMOS から除外すべきと指摘されていた達谷窟、白鳥舘遺跡、長者ヶ原廃寺跡、骨寺村荘園遺跡の4件の除外を決め、残る6件の資産で再構成することになった。
除外された4件は、平泉が世界遺産リストに登録された後に拡大登録を目指すことになった。ただし、骨寺村荘園遺跡などは当初推薦要素に含まれていなかったにもかかわらず、文化的景観として推薦するうえで必要な資産として、国や県が地元に打診して追加したという経緯があるために、地元の受け止め方は複雑なものがあったとも指摘されている。
練り直された推薦書は2010年1月18日に世界遺産センターに提出された。同年9月8日から9日に ICOMOS の委員ワン・リジュン（中国）が現地を視察し、その結果を踏まえて2011年5月7日に ICOMOS による勧告が行われた。それは「登録」を勧告するものではあったが、浄土思想と日本固有の思想の融合を示す遺跡とは認められない柳之御所遺跡を除外し、登録名から「考古学的遺跡群」を外すべきだとの意見が付けられていた。また、日本が主張していた登録基準 (2), (4), (6) の適用に対し、基準 (4) は認められないとした。
- (4) 人類の歴史上重要な時代を例証する建築様式、建築物群、技術の集積または景観の優れた例。

日本政府は、浄土を地上で表現しようとした作庭自体が国際的にも稀有なことと主張し、この基準が適用できるとしていた。しかし、ICOMOS の勧告は、同時期の朝鮮半島の庭園を根拠に世界史的意義について否定するものであった。
平泉の文化遺産は2011年6月19日から29日に開催された第35回世界遺産委員会（パリ）で審議され、6月26日（現地時間：6月25日）に世界遺産リストへの登録が決議された。登録名の「考古学的遺跡群」(Archaeological Sites / sites archéologiques) は審議の結果残されたものの、構成資産から柳之御所遺跡が除外されることは避けられなかった。
登録を受けて岩手県知事の達増拓也は、世界遺産委員会の場でスピーチを行った。その中では以下のように、2011年3月11日に発生した東北地方太平洋沖地震（東日本大震災）から3ヶ月あまりという時期に登録されたことの意義と感謝が表明されている。
同年7月3日には中尊寺で「平泉世界文化遺産登録、東北復興祈願金色堂参拝」が行われ、そこで達増拓也により「東北復興平泉宣言」が発表された。これは世界遺産委員会でのスピーチと同じように、平泉創建の理念が東北復興の精神的支柱となることを、復興に向けた決意や支援への感謝とともに示したものである。

### 登録基準
すでに述べたように、ICOMOS の勧告の時点で基準 (4) の適用は否定されており、世界遺産委員会でもそれが覆されることはなかったため、この世界遺産は世界遺産登録基準のうち、以下の条件を満たし、登録された（以下の基準は世界遺産センター公表の登録基準からの翻訳、引用である）。
- (2) ある期間を通じてまたはある文化圏において、建築、技術、記念碑的芸術、都市計画、景観デザインの発展に関し、人類の価値の重要な交流を示すもの。
- (6) 顕著で普遍的な意義を有する出来事、現存する伝統、思想、信仰または芸術的、文学的作品と直接にまたは明白に関連するもの（この基準は他の基準と組み合わせて用いるのが望ましいと世界遺産委員会は考えている）。

基準 (2) の適用は、仏教思想や庭園造りといった外来の概念が、神道を含む日本固有の習俗や自然観と結びつき、独自の建築様式の発展へとつながった点などが評価されたものである。基準 (6) はそれとも結びつき、仏教が普及する過程での地域的受容の一形態の例証となっている点が評価された。

## 世界遺産の構成資産
以下に個別資産の概要を示す。なお、英語名および世界遺産登録IDは世界遺産センターが公式に示しているものである。

### 中尊寺
中尊寺（ちゅうそんじ）は、平泉町にある天台宗東北大本山である。国宝の金色堂、重要文化財の経蔵などを含み、境内は国の特別史跡に指定されている。世界遺産登録IDは1277rev-001 (Chûson-ji) である。
寺伝によれば開山は9世紀の円仁で、中尊寺の寺号は清和天皇より下賜されたものという。ただし、中尊寺の寺観が整ったのは、12世紀の藤原清衡による伽藍造営時である。清衡は前九年の役で父と安倍一族、後三年の役で弟など相次いで家族を亡くしたこともあり、敵味方を区別せずに戦没者の魂を浄土へ導くことと、東北に優れた仏教文化を根付かせることを目指し伽藍を建立した。
清衡は12世紀初頭に多宝堂（最初院）を建立したのを皮切りに、多くの建造物群からなる大伽藍を建立した。二階大堂という巨大な堂宇は後に鎌倉の永福寺のモデルにもなったが、それらの建造物群は1337年の火災であらかた焼失した。金色堂は当時の姿のものが残っているが、本堂は1909年に再建されたものである。
金色堂

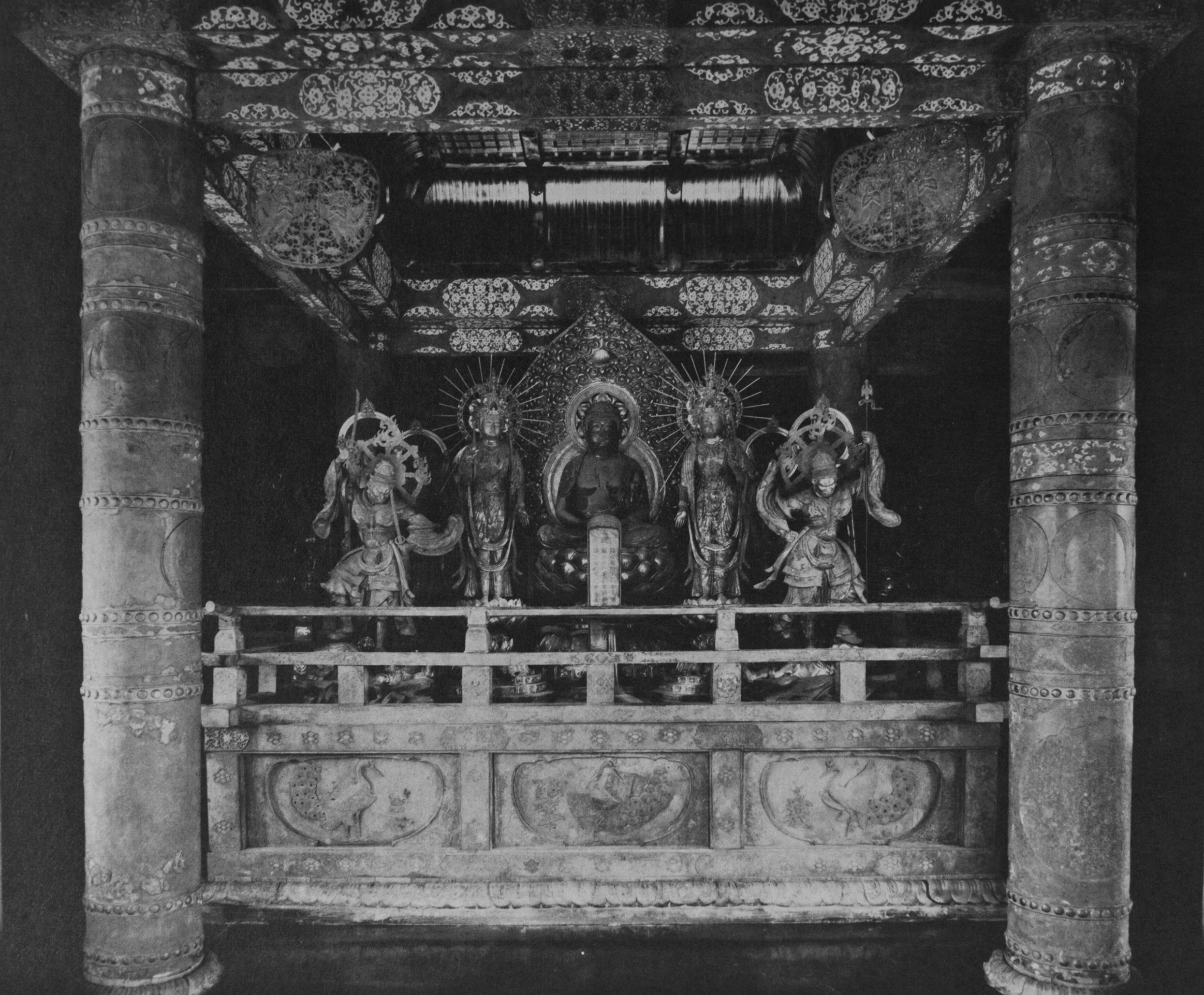
金色堂堂内

金色堂（こんじきどう）は国宝に指定されている阿弥陀堂である。藤原清衡によって建立され、棟木銘から1124年（天治元年）に完成したことが判明する。高さ8m、平面の一辺が約5.5m で、堂内外の全面に金箔を張り、柱や須弥壇には蒔絵、螺鈿、彫金をふんだんに使った華麗な装飾がほどこされている。須弥壇上には阿弥陀如来を中心に多くの仏像を安置し、須弥壇内部には清衡、基衡、秀衡のミイラ化した遺体や泰衡の首級が納められている。このミイラの存在はかつてアイヌの習俗と結び付ける見解も提示されていたが、現在では、当時の京都でも見られた仏教の様式を取り入れたものと理解されている。
当時の建造物群があらかた焼失した中尊寺にあって、創建当初の姿を伝える貴重な建造物であり、2006年に行われた巻柱の年輪年代学による年代鑑定の結果からもそれは裏付けられた。

覆堂
国宝の金色堂は現在コンクリート造りの覆堂（さやどう、おおいどう）で守られ、ガラスケースの中に納められている。これは1970年に建造されたものであり、室町時代中期に建造されたそれ以前の旧覆堂は境内の別の場所に移築され、「金色堂覆堂」の名称で重要文化財指定を受けている。
結果的に登録に差し支えることはなかったが、ICOMOS の勧告では、コンクリート製の新覆堂が景観の真正性の観点から若干問題視されていた。

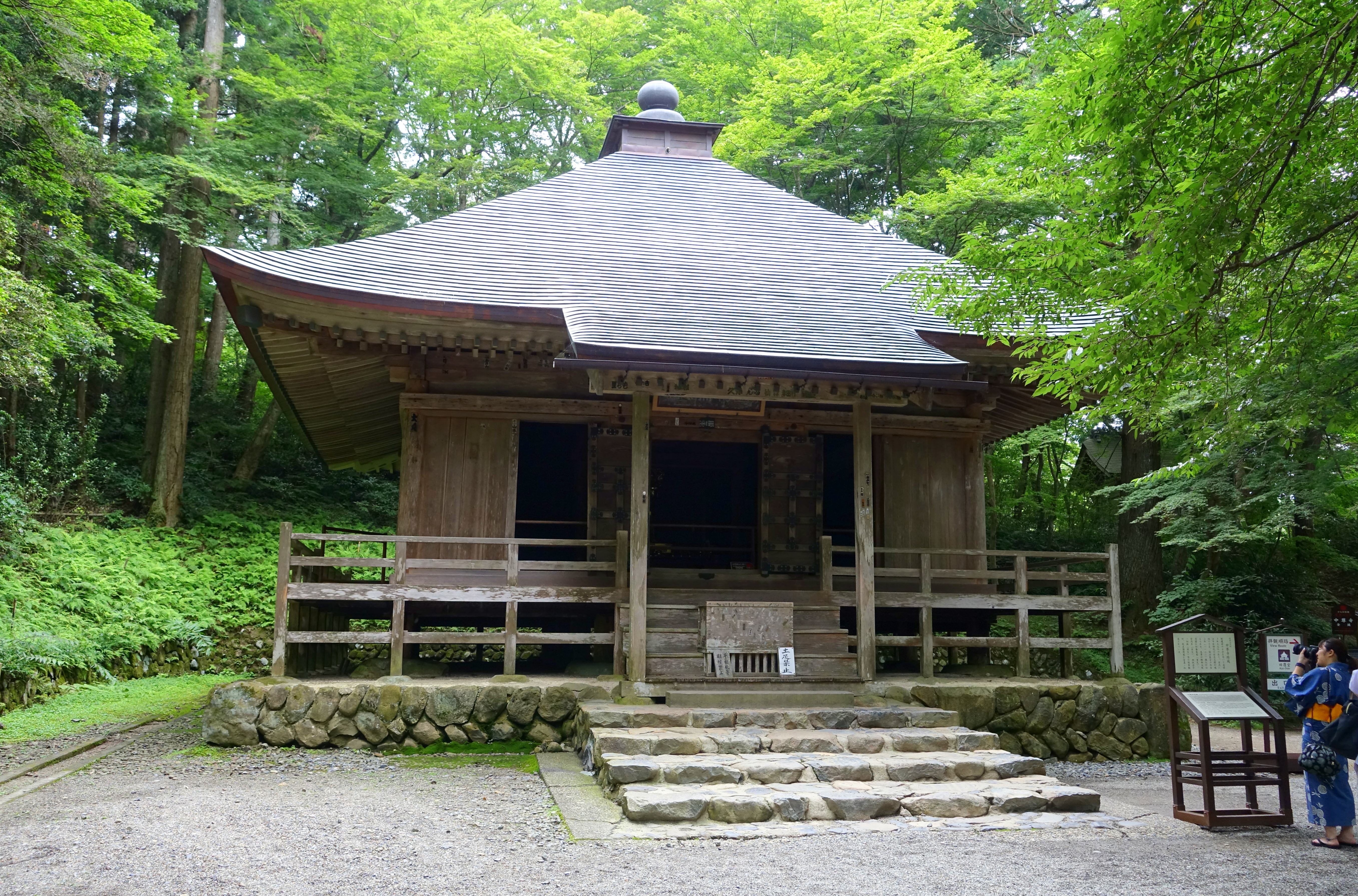
経蔵
経蔵（きょうぞう）は、清衡によって奉納された『紺紙金銀字交書一切経』（こんしきんぎんじこうしょいっさいきょう、国宝）をはじめとする写経群を納めていた建造物である。1126年（天治3年）の「中尊寺落慶願文」には「二階瓦葺経蔵一宇」とあり、当初は2階建てであった。1337年（康永2年）の「中尊寺梵鐘銘」によれば、この年、中尊寺の伽藍は金色堂を残して焼失した。現存する経蔵は、平安時代の古材を再用して中世に再興されたものと推定される。『紺紙金銀字交書一切経』などは現在寺内の讃衡蔵に移管されているが、経蔵の建物は重要文化財の指定を受けている。

### 毛越寺

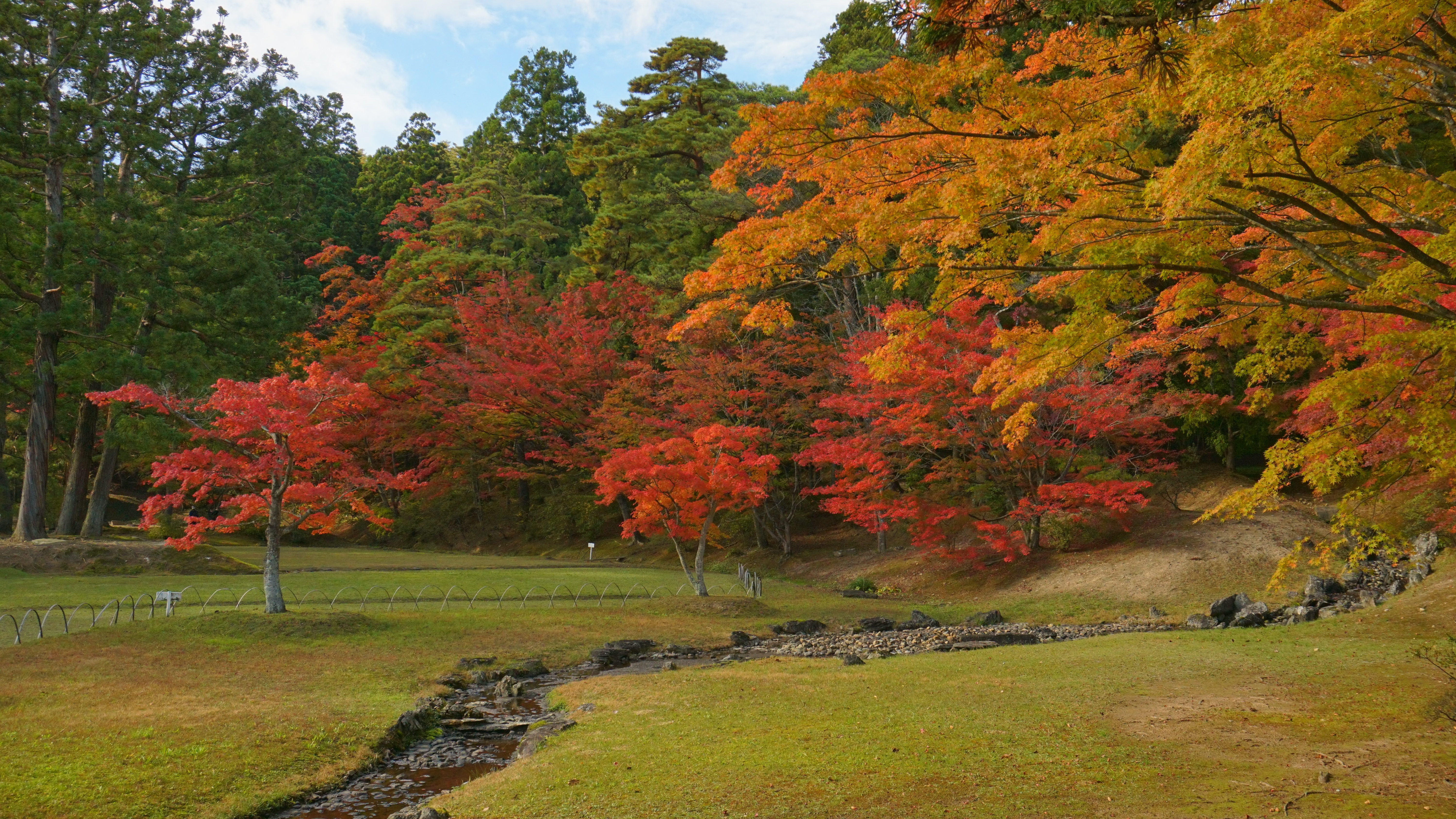
遣水。平安時代には曲水の宴が行われていた。

毛越寺（もうつうじ）は平泉町の寺院である。1226年の火災で多くの伽藍が失われ、1573年に完全に焼失した。そのため、当時の本堂は残っていないが、浄土式庭園は特別名勝に、境内は特別史跡に指定されている。特別史跡と特別名勝の二重指定は、国内には8例しかない。世界遺産登録IDは 1277rev-002 (Môtsû-ji) である。
開山は円仁と伝えられるが、再興したのは藤原基衡で、当時としては最大級の規模を誇る寺院であった。『吾妻鏡』の「寺塔已下注文」によれば、中尊寺が「寺塔四十余宇、禅坊三百余宇」に対し、毛越寺は「堂塔四十余宇、禅房五百余宇」とされていた。
現在残る浄土式庭園は平安時代の様式をそのまま残すもので、特に遣水の遺構は平安時代の様式を伝える唯一のものであり、その規模の大きさとともに特筆されている。
常行堂（じょうぎょうどう）は当時のものではなく、1732年に再建された宝形造の堂宇だが、そこで毎年1月20日に行われる「延年の舞」（えんねんのまい）は重要無形民俗文化財となっている。世界遺産推薦に当たっても、当時の浄土思想を伝える無形文化財としての価値に触れられていた。

### 観自在王院跡

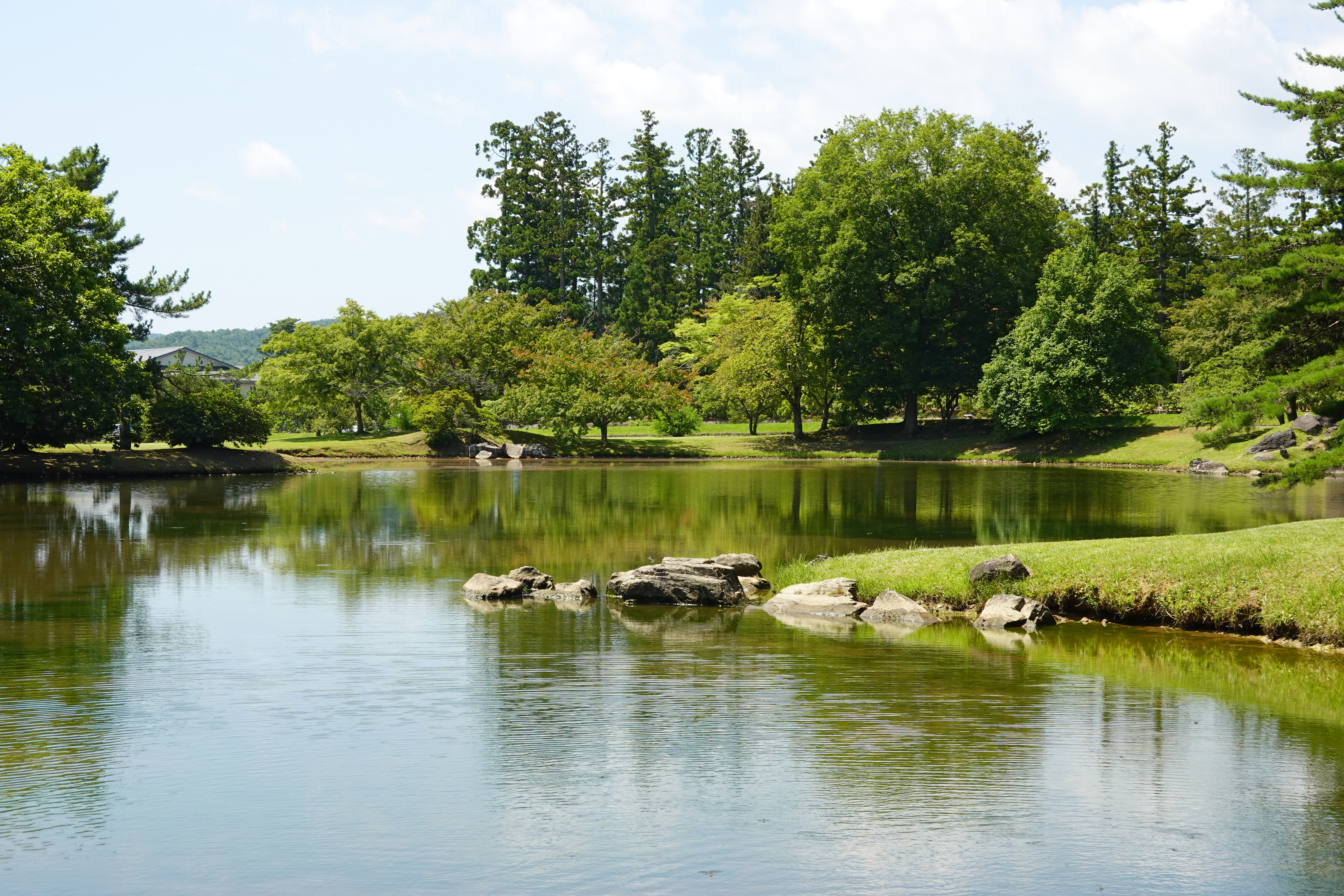
舞鶴が池

観自在王院跡（かんじざいおういんあと）は、平泉町に残る遺跡で、名勝に指定されている。世界遺産登録IDは1277rev-003 (Kanjizaiô-in Ato) である。
観自在王院は藤原基衡の妻によって建立された寺院だが、1573年に焼失した。昭和時代の二度にわたる発掘調査（1954年 - 1956年、1972年 - 1977年）と、修復事業（1973年 - 1978年）によって、当時の姿を偲ばせる庭園が復元された。毛越寺とは南北道路を隔てて隣接しているが、その毛越寺の庭園に比べ、優美ではあるものの簡素な意匠であることが指摘されている。
現在も基衡の妻の命日である5月4日には、その死を悼んで始まったという「哭き祭り」（なきまつり）という祭事が行われている。

### 無量光院跡

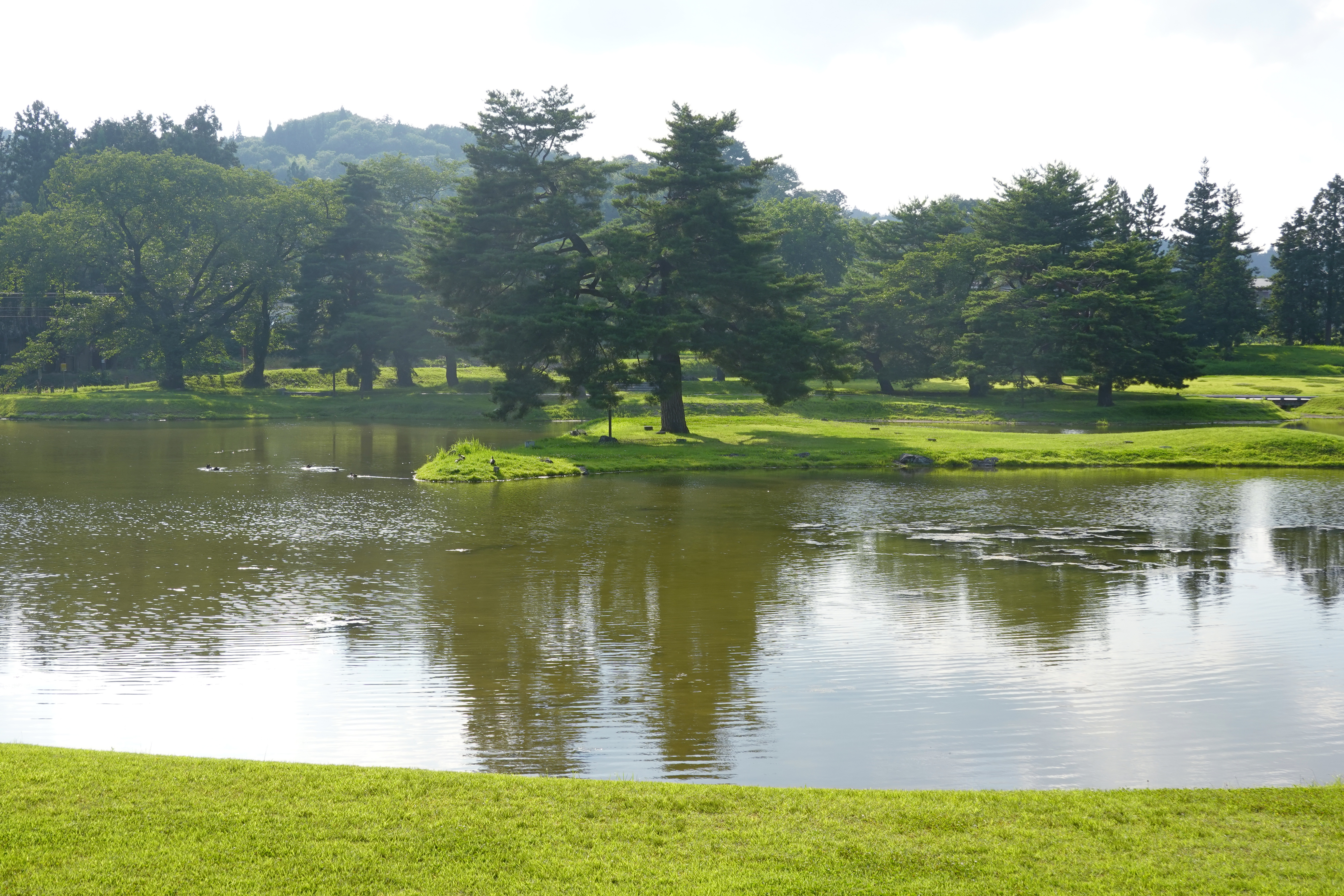
無量光院跡

無量光院跡（むりょうこういんあと）は特別史跡に指定されている巨大な阿弥陀堂跡で、世界遺産登録IDは1277rev-004 (Muryôkô-in Ato) である。
『吾妻鏡』は藤原秀衡が平等院鳳凰堂を模して建立したと伝えており、1952年の発掘調査の結果もそれを支持するものであった。平泉で京都の様式を全面的に模した寺院が建立されたのはこれが初めてで、京都に比肩する北の王都を建造しようという秀衡の意図の表れと指摘されている。
もちろん、浄土思想の色彩が強い平等院の模倣は、浄土を表現する意思の現われとも指摘されている。建立に当たっては、当初から西方極楽浄土が強く意識され、庭園、阿弥陀堂、背後の金鶏山が東西方向に並ぶように配置されている。その空間配置は、世界遺産への推薦に当たっても浄土式庭園の最も発展した形とされた。

### 金鶏山

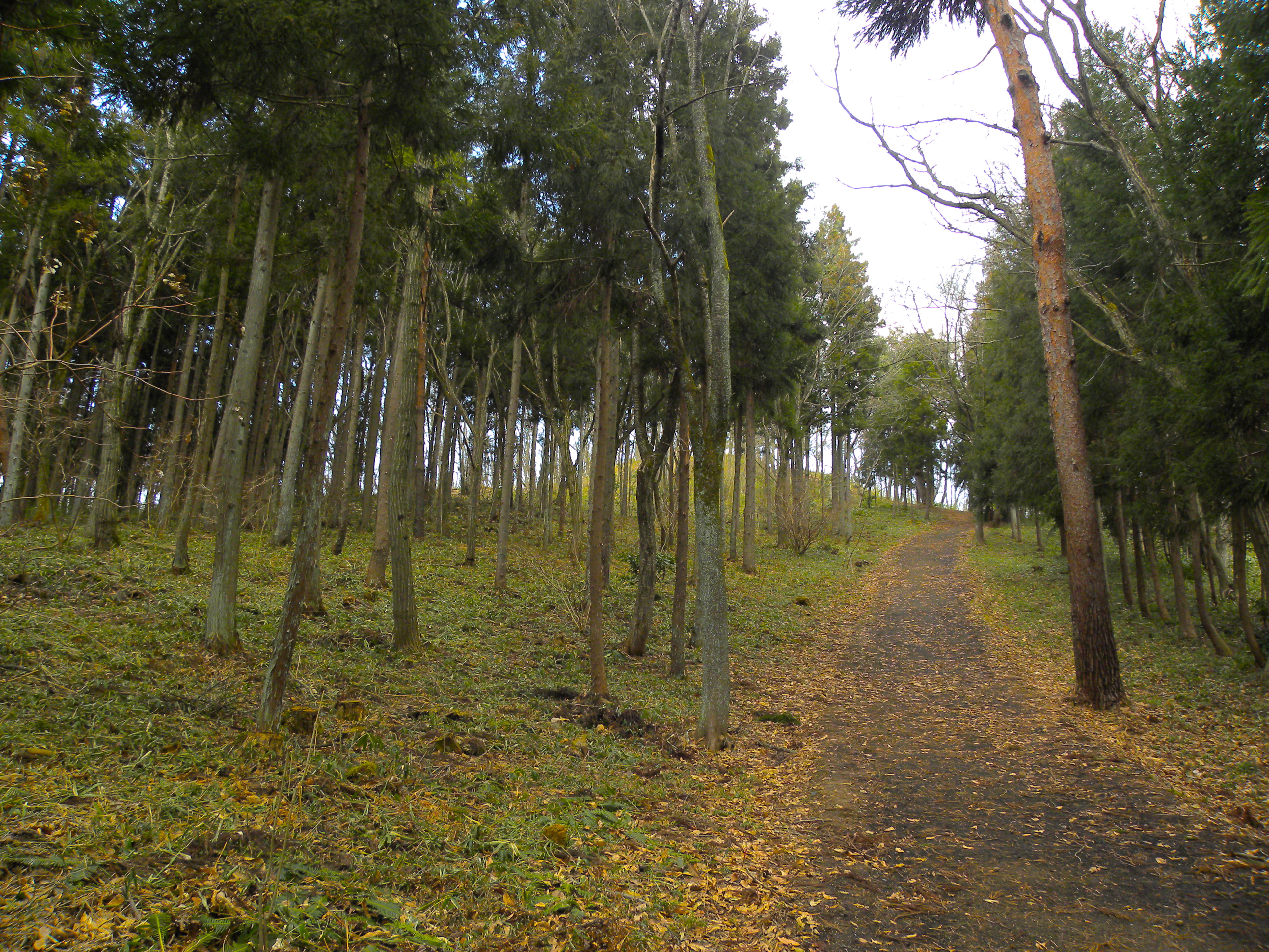
金鶏山

金鶏山（きんけいざん）は、平泉町にある標高 98.6 m の山である。2005年に史跡に指定された。世界遺産登録IDは1277rev-005 (Mt Kinkeisan) である。
金鶏山は奥州藤原氏の都市計画において基準点をなしたと推測されており、山頂の真南には毛越寺境内や幹線道路と直行する道路の端が存在している。また、彼岸の時期に無量光院の堂宇を庭園の中島から眺めると、堂宇の背景で金鶏山の山頂と日没が重なるように見ることができたとされ、単なる基準点にとどまらず、西方極楽浄土を想起させる空間設計上も重要な位置を占めた。

## 世界遺産への拡大登録を目指す遺跡群
以下は、構成資産の再検討や世界遺産委員会の審議の過程で除外され、今後の拡大登録を目指すことになった物件である。2011年に除外された柳之御所遺跡を除けば、いずれも2008年の「登録延期」決議後の再検討の中でひとまず除外され、拡大登録を目指すことになった。
海外の専門家らは、2017年8月に柳之御所遺跡のみを拡張対象とするのが適切としているが、構成資産が平泉町内だけとなり、2市1町の連携に亀裂が生じるのを回避するために、一括登録を求める方針を堅持している。

### 柳之御所遺跡

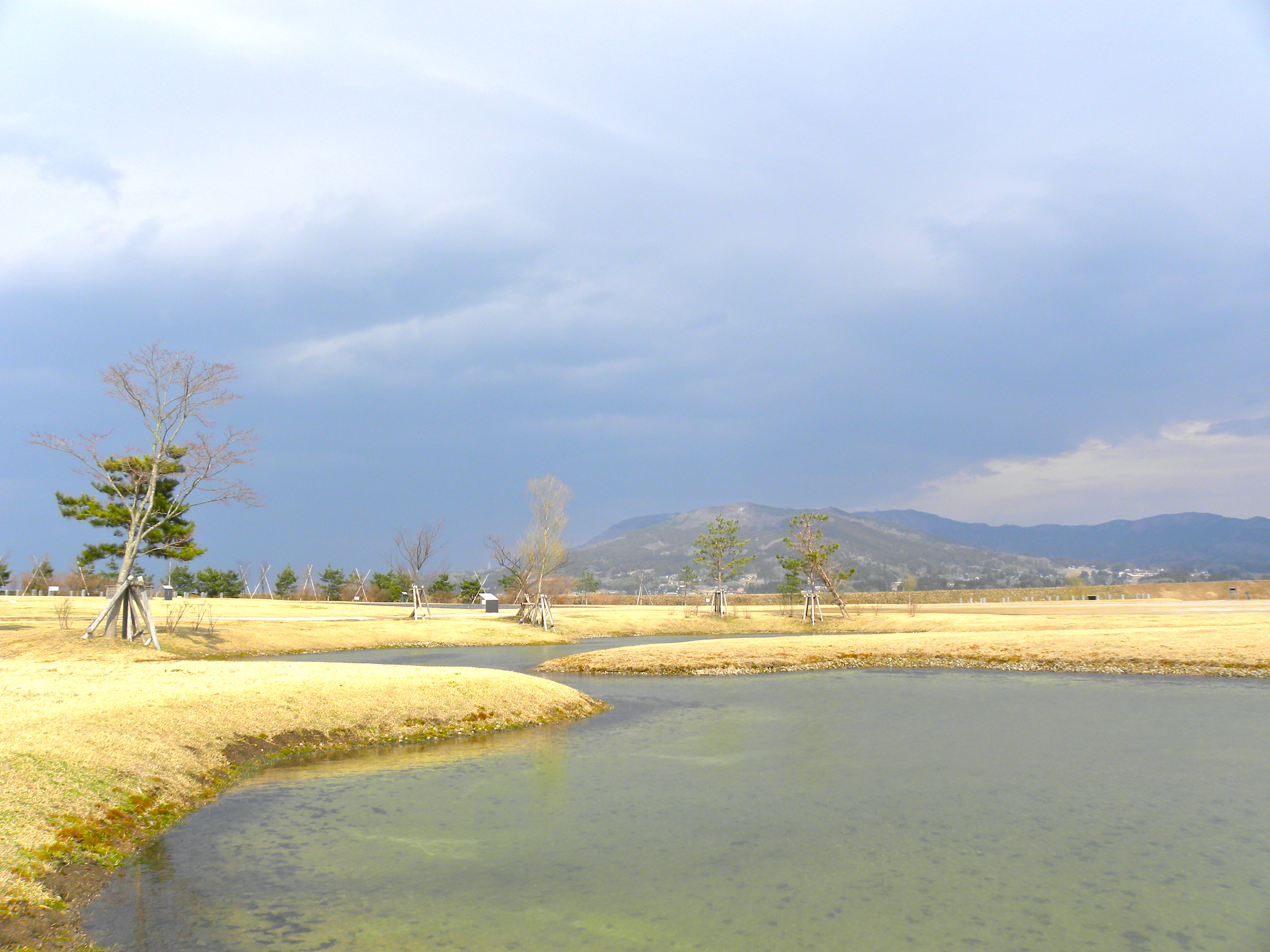
柳之御所史跡公園

柳之御所遺跡（やなぎのごしょいせき）は、平泉町に残る史跡である。1988年以降の調査で、堀に囲まれた敷地に大規模な建造物群跡や膨大な遺物群が発見された。『吾妻鏡』に記録された3代秀衡の居館・政庁の「平泉館」だった可能性が当初指摘されていたが、現在では初代清衡のときから使われていた可能性が高いとされている。なお、「柳之御所」という名称は、後代に源義経にまつわる伝説が元になって付けられたものと推測されており、奥州藤原氏の時代に由来するものではないという。
世界遺産推薦に当たっては、奥州藤原氏の政庁跡という重要性から推薦物件に含まれていた。2008年以降の再検討でも除去されることはなかったが、2011年の世界遺産委員会では浄土思想そのものとの関連性は希薄として、登録物件からの除外が決議された。

### 達谷窟

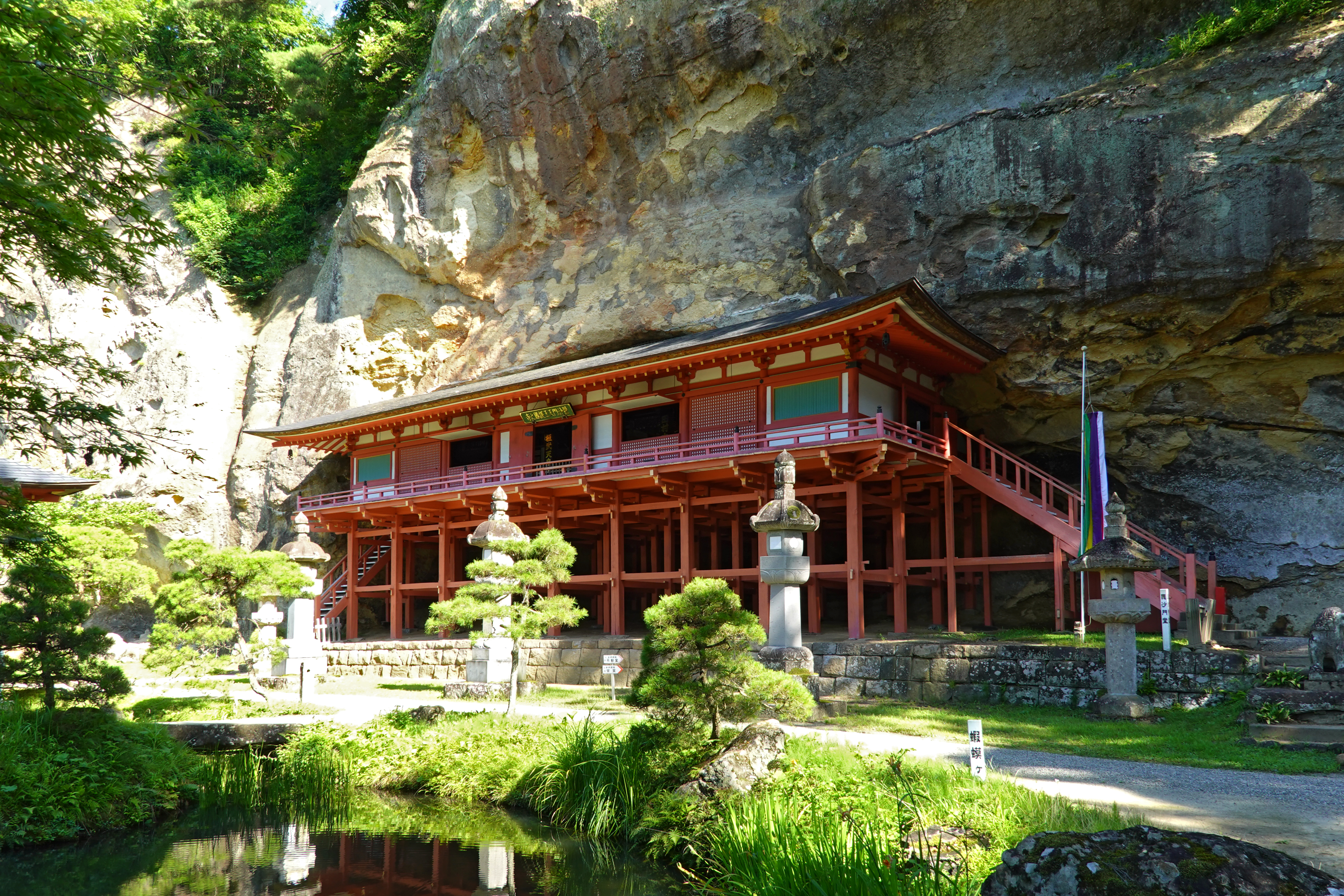
達谷窟毘沙門堂

達谷窟（たっこくのいわや）は、平泉の南西に位置する寺院を含む史跡である。現在は達谷西光寺があり、そこには伝承上坂上田村麻呂に遡る窟毘沙門堂が含まれる（ただし窟毘沙門堂自体は1961年に再建されたもの）。また、窟毘沙門堂のある岩壁には磨崖仏が刻まれており、奥州藤原氏の時代には有力な寺院であったことが推測されている。

### 白鳥舘遺跡

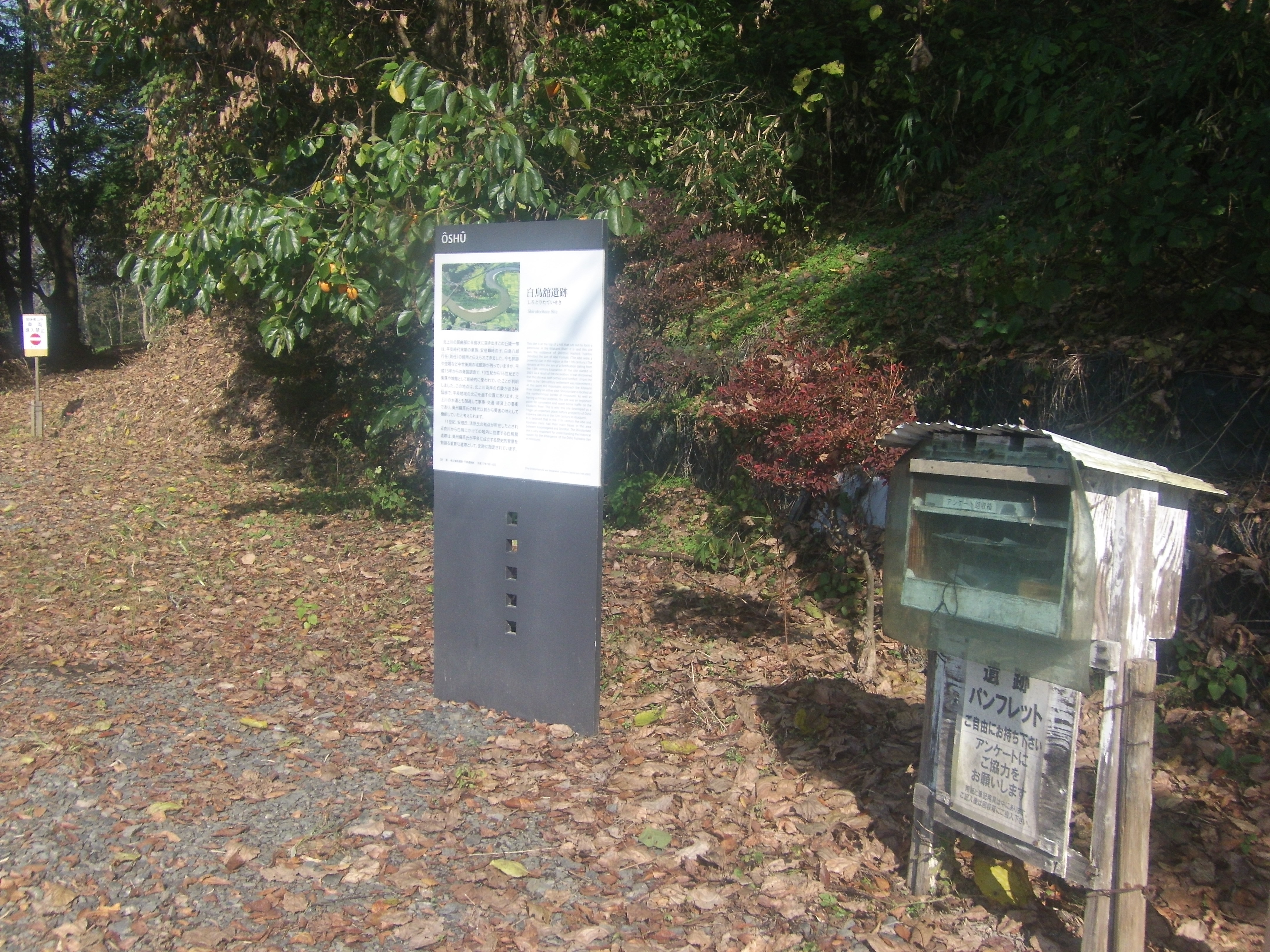
白鳥舘遺跡

白鳥舘遺跡（しろとりたていせき）は、奥州市に残る城館跡で、2005年に史跡「柳之御所遺跡・平泉遺跡群」に加えられた。北上川の水運の要衝に位置しており、10世紀から16世紀にかけて、様々な建造物群が建てられていたことが分かっている。安倍氏（清衡の母方の祖先）や奥州藤原氏の時代の利用状況については未解明だが、彼らにつながる伝承をもつ中世城館の遺跡として、最初の世界遺産推薦時には推薦物件に含まれていた。

### 長者ヶ原廃寺跡

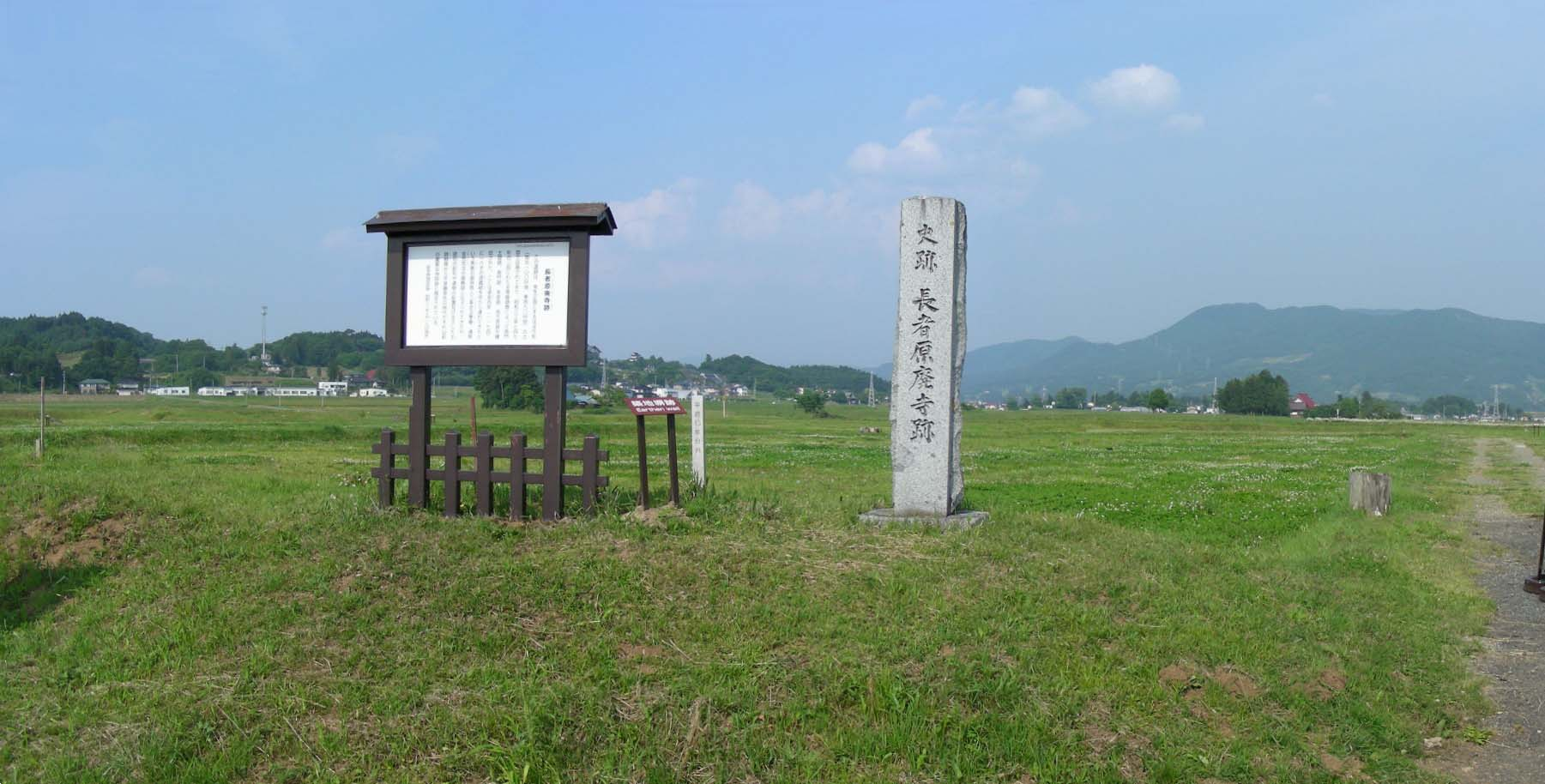
長者ヶ原廃寺跡

長者ヶ原廃寺跡（ちょうじゃがはらはいじあと）は、奥州市に残る寺院跡で、2005年に史跡「柳之御所遺跡・平泉遺跡群」に加えられた。
約1000年前の寺院跡と推測されているものの、寺号も建造者も伝わっていない。ただし、発掘調査の結果によって、かなりの権力者が建造させたと推測できることから、安倍氏にゆかりのある寺院と考えられている。空間配置上も十分に配慮して建てられていたことが推測でき、平泉以前の東北の仏教文化を考察する上で重要な史跡である。
最初の世界遺産審議（2008年）の時点では、平泉の歴史的背景との関連から推薦物件に含まれていたが、翌年にかけての再検討の中で除外された。

### 骨寺村荘園遺跡と農村景観

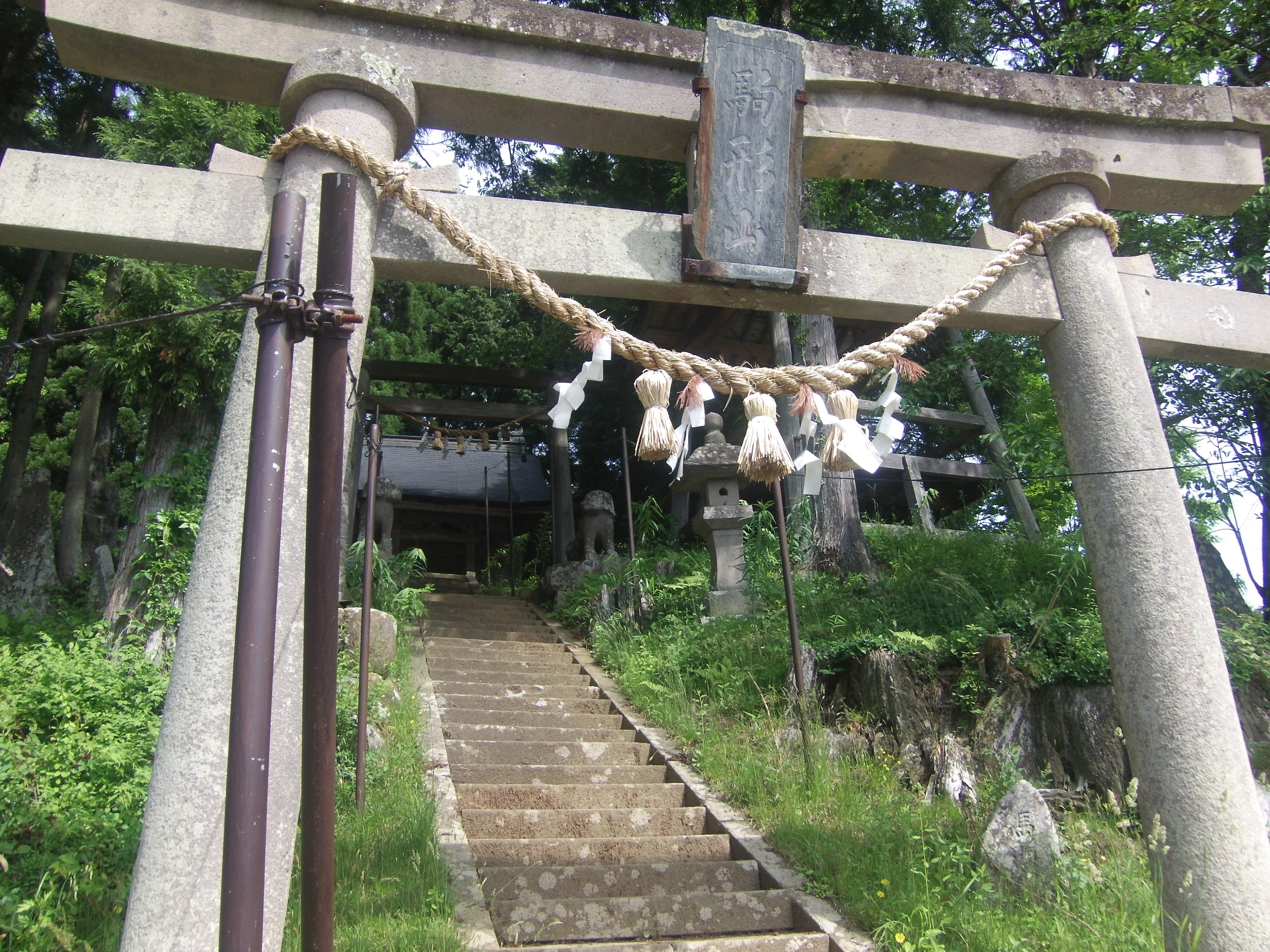
駒形根神社

骨寺村荘園遺跡（ほねでらむらしょうえんいせき）は、一関市本寺（ほんでら）地区に残る中世の荘園跡で、2005年に一部が史跡に指定された。現在の地区名「本寺」は「骨寺」が変化したという説もある。
藤原清衡の時代、骨寺村の荘園は蓮光（れんこう）という僧侶の私領だったが、蓮光が中尊寺経蔵の別当に任命されると、経蔵の所領として寄進したという。この荘園遺跡の特殊な点は、中尊寺所蔵の重要文化財『陸奥国骨寺村絵図』（むつのくにほんでらむらえず）との関係にある。この絵図は鎌倉時代の成立と推測され、『吾妻鏡』の叙述とも一致する要素を含んでいる。本寺地区は大規模な開発にさらされることがなかったため、いまなおその絵図に描かれた荘園景観と一致する景観を多く保存しているのである。この景観を構成する山王窟、駒形根神社、伝ミタケ堂跡、大師堂、要害館跡など11件が史跡に指定されている。
一関本寺の農村景観

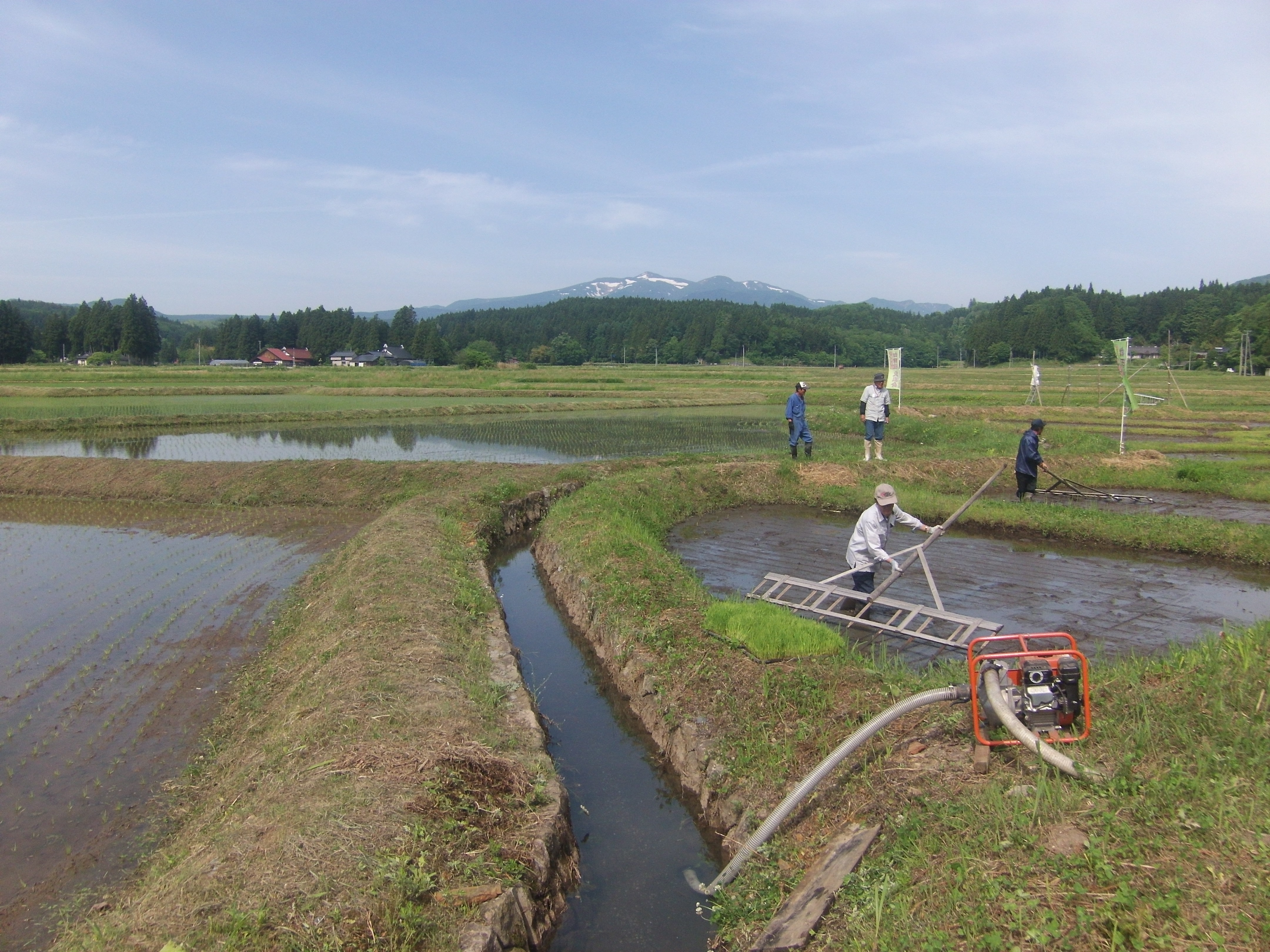
一関本寺の農村風景

骨寺村荘園遺跡が残る本寺地区は、冬の北西からの季節風を防ぐためのイグネ（屋敷林）を備えた農家が散在する景観など、昔ながらの農村景観が保存されている地区でもある。この「一関本寺の農村景観」（いちのせきほんでらののうそんけいかん）は、2006年に重要文化的景観として選定された。
最初の世界遺産推薦前には、中世の絵図の姿がそのまま残る地区としての特殊性が日本国内の専門家から評価され、文化的景観としての推薦に欠かせない要素として、国や県が地元に参加を求める形で構成資産に加えられた。しかし、2008年のICOMOSの評価では、荘園遺跡の景観が顕著な普遍的価値を持っているという証明が不十分とされた上、中尊寺経蔵と結びつきがあるだけでは浄土思想と結びついていると言うには足りないとして、否定的見解が示された。この結果、2008年から2009年の構成資産の再検討の中で、推薦物件から一度除外し、拡大登録を目指すことが決定された。
2012年に拡張登録候補として上記の遺跡群がユネスコ世界遺産センターの暫定リストに再掲載された際、10年以内に登録するとして調査研究費用が計上され、折り返しとなる5年目の2017年に推薦書素案を文化庁へ提出する予定であったが取りまとめることができず、5年間の研究継続となった。その10年目にあたる2022年になり、拡張登録検討委員会（委員長：清水真一徳島文理大学教授）が拡張登録の可能性として柳之御所遺跡のみ、もしくは柳之御所遺跡と骨寺村荘園遺跡およびその農村景観の二ヶ所に絞り込む案を提示し、同年夏頃までに方向性を決めるとした。このことで達谷窟・白鳥舘遺跡・長者ヶ原廃寺跡の拡張登録の可能性が消滅するか、将来的な再拡張の機会を窺うことになる。研究予算給付は2022年で終了するため、当年度内で原案を示さねばならない。
2022年8月18日、拡張登録検討委員会は拡張登録を目指す構成資産を柳之御所遺跡のみとする意見をまとめた。今後は県が検討委の意見を踏まえた上で拡張登録を目指して協議を進めてきた資産を有する関係市町と調整を図りながら、2022年度内をめどに推薦書案の作成に着手する。骨寺村荘園遺跡については、「浄土という考えに幅を持たせる意味ではユニークでシンボリックになる」との声があった一方で、「文化的景観として重要な価値はあるが、登録された5資産と考えるスタンスが違う」「当時の庶民が浄土をどう理解しているのかを証明するのは難しい」などの意見があり、最終的に「骨寺村荘園遺跡の価値や重要性は認めるが、浄土という視点で推薦書を作成するには時間がかかることが見込まれる」と総括した。
2023年8月30日、委員会は拡張登録の推薦は柳之御所遺跡のみとすることを決定し、県と関係する市町の関係者が出席した会議で合意を得、2024年度以降のユネスコへの正式推薦を目指すこととし、その他の候補はユネスコが提唱した「世界遺産の構成資産に含まれなかった関連史跡などとも連携することで、より深く遺産の解釈をし、遺産の価値を高める相乗効果を得るよう工夫すべき」とするヘリテージ・エコシステムに倣い「ひらいずみ遺産」を制定して認定することにした。
2024年3月27日、世界遺産保存活用推進協議会（会長：達増拓也知事）が柳之御所遺跡の拡張登録用推薦書作成を了承し、新年度から予算を計上して作業を開始することとなった。

## 緩衝地帯
構成資産を取り巻く緩衝地帯は西部の山間部（構成資産候補だった達谷窟界隈）を除く平泉町の約三分の二を占める町域（北上川より東の束稲山から南は一関市との境界まで）が広く網羅され、町内を通過する東北本線や国道4号なども含まれる。特に平泉駅から中尊寺に至る町中には、毛越寺庭園鑓水水源の照井堰用水末流や花立溜池、柳之御所に給水していた旧猫間ヶ淵、埋没消滅した鈴沢池の灌漑など、藤原氏時代に整備された池水用水路を、鎌倉時代には原野と化していた平泉を葛西氏や伊達政宗・一関藩が開墾した際に農業用水として活かした景観が現在まで残ることと（コンクリート護岸化や暗渠化されている部分もある）、住宅地・田畑や道路・鉄道用地の大半が周知の埋蔵文化財包蔵地（藤原氏時代の平泉街地）であることから緩衝地帯となった。
さらに当初構成資産候補であった長者ヶ原廃寺跡と白鳥舘遺跡をカバーするために設定した平泉町から連続する奥州市の一部（北上川と衣川流域）がそのまま採用されたが、骨寺村荘園遺跡がある一関市部分は除外された。

## ガイダンス施設

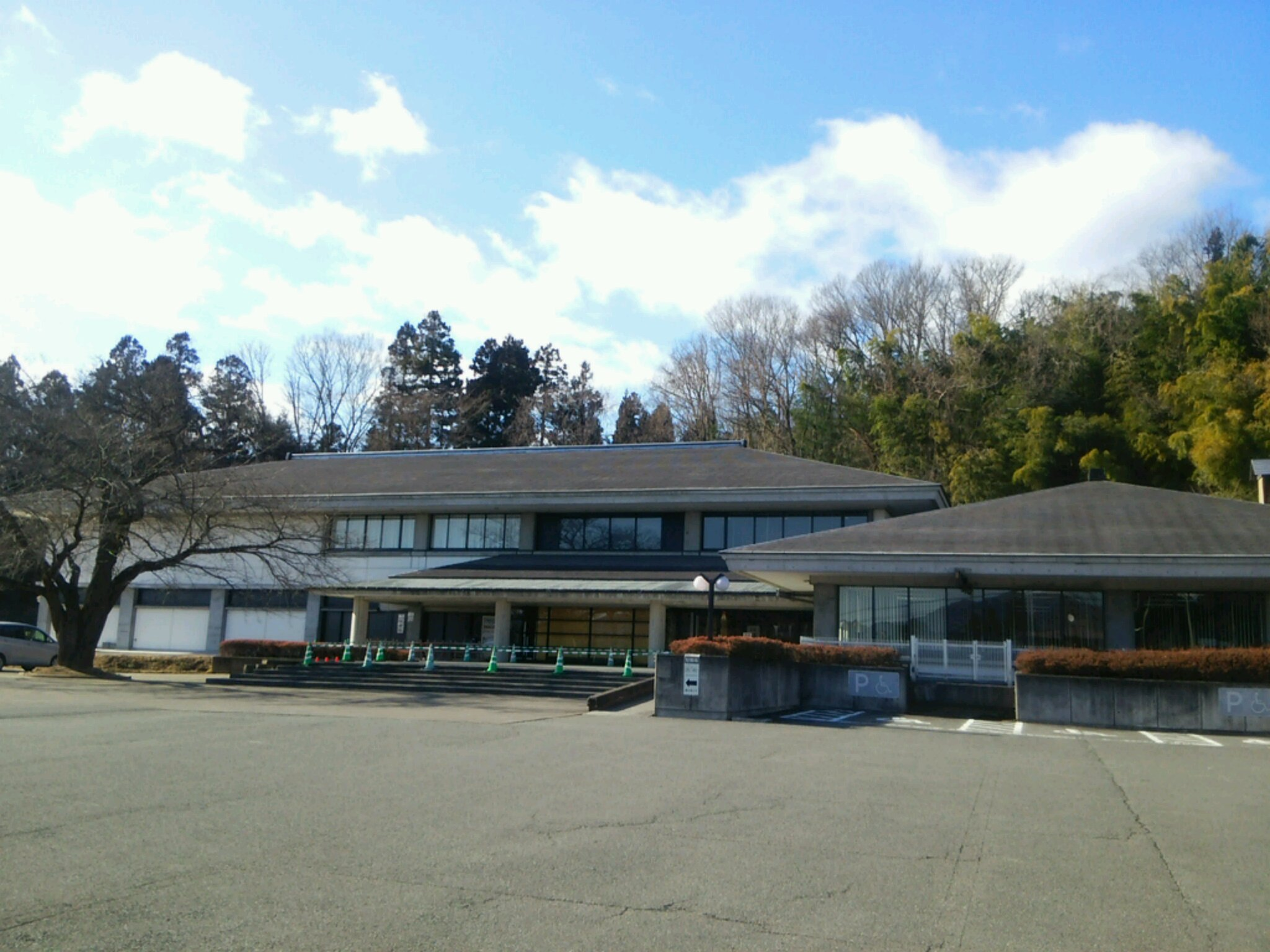
平泉文化遺産センター

### 平泉文化遺産センター
世界遺産条約第5条にある条文「文化遺産及び自然遺産の保護、保存及び整備の分野における全国的、または地域的な研修センターの設置」に基づきガイダンス施設として、金鶏山東麓の旧平泉郷土館（1987年築）を改修した平泉文化遺産センター（北緯38度59分35.19秒 東経141度6分40.52秒 / 北緯38.9931083度 東経141.1112556度）が2009年4月14日にオープンした。その前年に平泉の世界遺産推薦に記載延期勧告が出され、その指摘の一つに「考古遺跡としての価値を証明する出土遺物を場域留置するサイトミュージアムが必要」とされたことによる（この時点で遺物の多くは毛越寺宝物館を除き盛岡市の岩手県立博物館に収蔵）。敷地は花立廃寺・蔵王権現堂跡になる。
外観は柳之御所を連想する寝殿造を模した様式で、鉄筋コンクリート造2階建て、屋根は瓦葺に似せたスレート葺き。館内1Fは展示室・レファレンス（資料閲覧室）・ふれあいホール（スクリーンステージ）、2Fは研修室。この内、1F部分の床面積は展示室252.3平方メートル、レファレンス37.5平方メートル、ふれあいホール249.0平方メートルに加え、エントランスが75.0平方メートル。この他、曲り家状に平屋の事務所棟が連結する。なお、展示室の考古資料はそれまで公開されていなかった町保管のものと、岩手県立博物館から移設したものになる。
〔利用案内〕入館無料。開館時間／9:00～17:00。休館日／年末年始（12月29日〜1月3日）および不定期の展示替え期間。駐車場／乗用車40台（観光バス入場時には一部占有）、障害者用スペース3台で、駐車料は無料。交通／平泉駅から巡回バスるんるんで、約7分の平泉文化遺産センターバス停下車。

### 岩手県立平泉世界遺産ガイダンスセンター

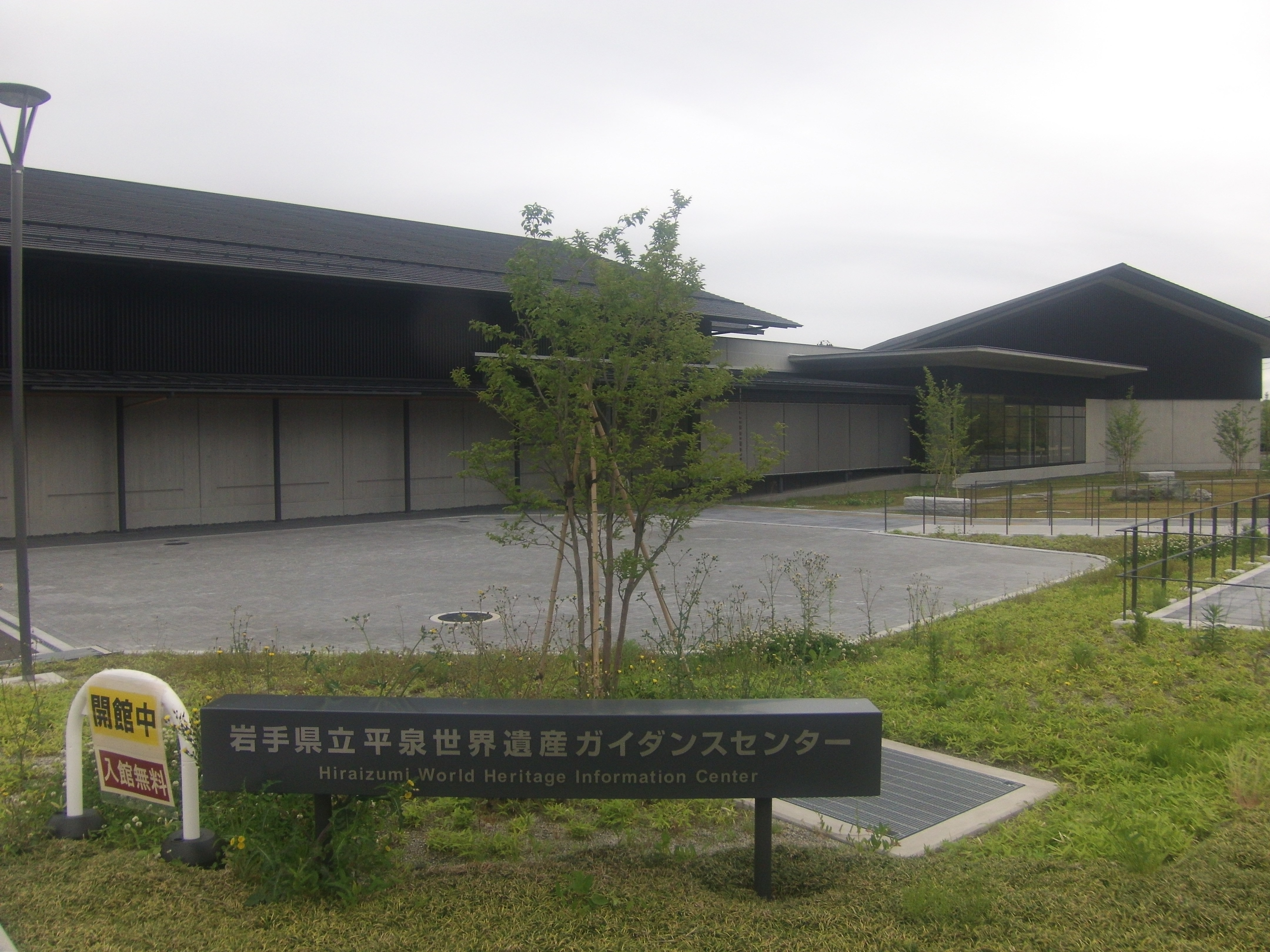
平泉世界遺産ガイダンスセンター

また、柳之御所遺跡などの拡張登録を目指す過程で、同遺跡の発掘調査に伴い大量に出土した遺物の収蔵・展示が平泉文化遺産センターでは手狭なため、遺跡に近い道の駅平泉脇（柳之御所史跡公園）に既存の柳之御所資料館（2018年12月28日をもって閉館）を併合し、平泉世界遺産センター（仮称）を新築整備することとなり、2021年11月20日に岩手県立平泉世界遺産ガイダンスセンターとしてオープン。
鉄筋コンクリート造2階建て、延べ床面積2,400平方メートル。総工費23億円。展示設計施工は広島平和記念資料館などを手掛けた丹青社。名誉館長に近藤誠一、館長に菅野洋樹が就任。
〔利用案内〕入館無料。開館時間／9:00～17:00。休館日／毎月末日（土日の場合は前日）、年末年始および資料整理日。駐車場／柳之御所史跡公園および道の駅平泉を利用。交通／平泉駅から徒歩12分。
　－－－－－－－－－－

観光庁と文化庁による文化観光拠点施設を中核とした地域における文化観光の推進に関する法律に基づく地域計画に、中尊寺・毛越寺と平泉世界遺産ガイダンスセンター・平泉文化遺産センターおよび骨寺村荘園交流館と一関市博物館が2024年12月に認定された。

## テレビ番組
- 日経スペシャル ガイアの夜明け 世界遺産がやってくる ～復興？混乱？･･･町は変わるか～（2008年8月26日、テレビ東京）[77]。- 世界遺産の登録延期を取材。